# Artur Hering
Artur Hering (geboren am 9. September 1955) ist ein ehemaliger deutscher Fußballspieler.
Er spielte von 1974 bis 1978 bei Vorwärts Stralsund. In dieser Zeit spielte er mit dem Stralsunder Verein auch in der höchsten Spielklasse der DDR, der Oberliga, nämlich in der Saison 1974/1975, in der er zwei Mal zum Einsatz kam.